# Lucian Msamati
Lucian Gabriel Wiina Msamati (Londra, 5 marzo 1976) è un attore britannico di origine tanzaniana.
Attore molto attivo nel teatro, è noto in televisione per i ruoli di JLB Matekoni in The No. 1 Ladies' Detective Agency e del pirata Salladhor Saan nella serie HBO Il Trono di Spade (Game of Thrones).

## Filmografia

### Cinema
- The Legend of the Sky Kingdom, regia di Roger Hawkins (2004) – voce
- The International, regia di Tom Tykwer (2009)
- L'inganno perfetto (The Good Liar), regia di Bill Condon (2019)
- Omicidio nel West End (See How They Run), regia di Tom George (2022)
- Conclave, regia di Edward Berger (2024)

### Televisione
- The Knock – serie TV, 1 episodio (1997)
- Ultimate Force – serie TV, 1 episodio (2005)
- Spooks – serie TV, 1 episodio (2006)
- The No. 1 Ladies' Detective Agency – serie TV, 7 episodi (2008-2009)
- Una storia in 10 minuti (10 Minute Tales) – serie TV, 1 episodio (2009)
- Doctor Who – serie TV, 1 episodio (2010)
- Ashes to Ashes – serie TV, 1 episodio (2010)
- The Hollow Crown – miniserie TV, 1 episodio (2012)
- Il Trono di Spade (Game of Thrones) – serie TV, 3 episodi (2012-2014)
- Delitti in Paradiso (Death in Paradise) – serie TV, episodio 2x01 (2013)
- Doctors – serie TV, 1 episodio (2013)
- Holby City – serie TV, 1 episodio (2013)
- Luther – serie TV, 2 episodi (2013)
- L'ispettore Gently (Inspector George Gently) – serie TV, episodio 7x04 (2015)
- Taboo – serie TV, 4 episodi (2017)
- Black Earth Rising – serie TV, 8 episodi (2018)
- His Dark Materials - Queste oscure materie (His Dark Materials) – serie TV, 6 episodi (2019)
- Gangs of London – serie TV, 23 episodi (2020-2025)
- Un gentiluomo a Mosca (A Gentleman in Moscow), regia di Sam Miller e Sarah O'Gorman – miniserie TV, puntata 7 (2024)
- Hostage, regia di Isabelle Sieb e Amy Neil – miniserie TV (2025)

## Doppiatori italiani
Nelle versioni in italiano delle opere in cui ha recitato, Lucian Msamati è stato doppiato da:
- Roberto Draghetti ne Il Trono di Spade, Taboo
- Stefano Mondini in Black Earth Rising, His Dark Materials - Queste oscure materie
- Mario Bombardieri in Philip K. Dick’s Electric Dreams
- Massimo Corvo ne L'inganno perfetto
- Natale Ciravolo in Gangs of London (st. 1-2)
- Simone D'Andrea in Omicidio nel West End
- Gianluca Tusco in Conclave
- Dario Oppido in Gangs of London (st. 3)